# McDonnell XF-85 Goblin
O McDonnell XF-85 Goblin foi uma aeronave protótipo concebida durante a Segunda Guerra Mundial pela McDonnell Aircraft. Um caça parasita pelas suas características intrínsecas, seria lançado através do compartimento de bombas de um Convair B-36. Devido a lições aprendidas durante a guerra, no que toca a escoltar bombardeiros para que possam concluir com sucesso a sua missão sem serem abatidos, a sua missão seria a de defender o bombardeiro de interceptores inimigos. Dois protótipos foram construídos antes de o programa ser cancelado. Foi o menor caça a jato já construído.
O XF-85 foi uma resposta à necessidade da Força Aérea do Exército dos Estados Unidos (USAAF) de ter nas suas fileiras um caça capaz de ser transportado a bordo de um Northrop XB-35 ou B-36 (na altura, ambos ainda em desenvolvimento). Esta necessidade resolvia o alcance limitado dos interceptores quando comparado com o grande alcance dos bombardeiros. Apesar de os resultados dos testes de voo terem sido positivos, o desempenho da aeronave era inferior ao dos caças a jato que teria que combater, além da dificuldade na operação de recolha da aeronave de volta à nave-mãe.
Tendo o programa sido cancelado apenas um ano após iniciar, os únicos dois exemplares construídos foram relegados a peças de museu.

## Design e desenvolvimento
Durante a Segunda Guerra Mundial, bombardeiros norte-americanos como o Boeing B-17 Flying Fortress, o Consolidated B-24 Liberator e o Boeing B-29 Superfortress eram escoltados e protegidos por caças de longo alcance como o Republic P-47 Thunderbolt e o North American P-51 Mustang. Contudo, estes caças não conseguiriam igualar o alcance da nova geração de bombardeiros, o Northrop B-35 ou do Convair B-36. O desenvolvimento de novos caças de longo alcance revelava-se elevado e o reabastecimento aéreo ainda era considerado arriscado e tecnologicamente difícil. A fatiga dos pilotos destes caças também havia-se revelado um problema, principalmente em missões de escolta na Europa e no Pacífico. Tudo isto deu importância a novas e inovadoras soluções.
A USAAF teve em consideração várias opções, incluindo o uso de veículos aéreos pilotados por controlo remoto, antes de ter em conta o caça parasita como o mais viável meio de defesa para o B-36. O conceito de caça parasita teve as suas origens em 1918, quando a Força Aérea Real explorou a possibilidade de operar aeronaves Sopwith Camel a partir de um aerostato rígido R23. Durante os anos 30, a Marinha dos Estados Unidos usou, por um breve período, um caça parasita, que durante algum tempo esteve operacional e nas fileiras, o Curtiss F9C Sparrowhawk, que era lançado a partir do USS Akron ou do USS Macon. Vladimir Vakhmistrov, na União Soviética, conduziu a partir de 1931 determinadas experiências no projecto Zveno, durante o qual houve cinco caças que foram acoplados aos bombardeiros Polikarpov TB-2 e Tupolev TB-3. Em Agosto de 1941, este esquadrão efectuou as únicas missões da história da aviação onde foram utilizados caças parasitas em combate, num ataque por parte da União Soviética contra a Roménia, onde foram atacados diversas docas em Constança e uma ponte que ligava as cidades de Cernavodă e Fetești. Depois deste ataque, este esquadrão, com base na Crimeia, conduziu mais um ataque táctico contra uma ponte sob o rio Dniepre em Zaporizhzhya, que havia sido capturada por tropas alemãs.
Os alemães também fizeram experiências durante a Segunda Guerra Mundial, experimentando o Messerschmitt Me 328 como um caça parasita, contudo a tecnologia ainda era limitada para solucionar os problemas na sua propulsão a jato. Na fase final da guerra, num esforço por parte da Luftwaffe para defender o seu espaço aéreo, caças parasitas alimentados por motores a foguete como o Arado E.381 e o Sombold So 344 foram propostos, porém os projectos "nunca saíram do papel".
A 3 de Dezembro de 1942, a USAAF lançou um concurso para um pequeno caça a pistão. Em Janeiro de 1944, o Comando Logístico da Força Aérea fez alterações no concurso e, em Janeiro de 1945, as especificações foram alteradas para que a aeronave proposta fosse alimentada por um motor a jato. Embora uma série de empresas de aviação tenham estudado da viabilidade de tal projecto, a McDonnell foi a única que submeteu uma proposta ao concurso original de 1942. Esta proposta, cuja aeronave era denominada como Modelo 27, foi revista para ir de encontro com as especificações do Comando Logístico.

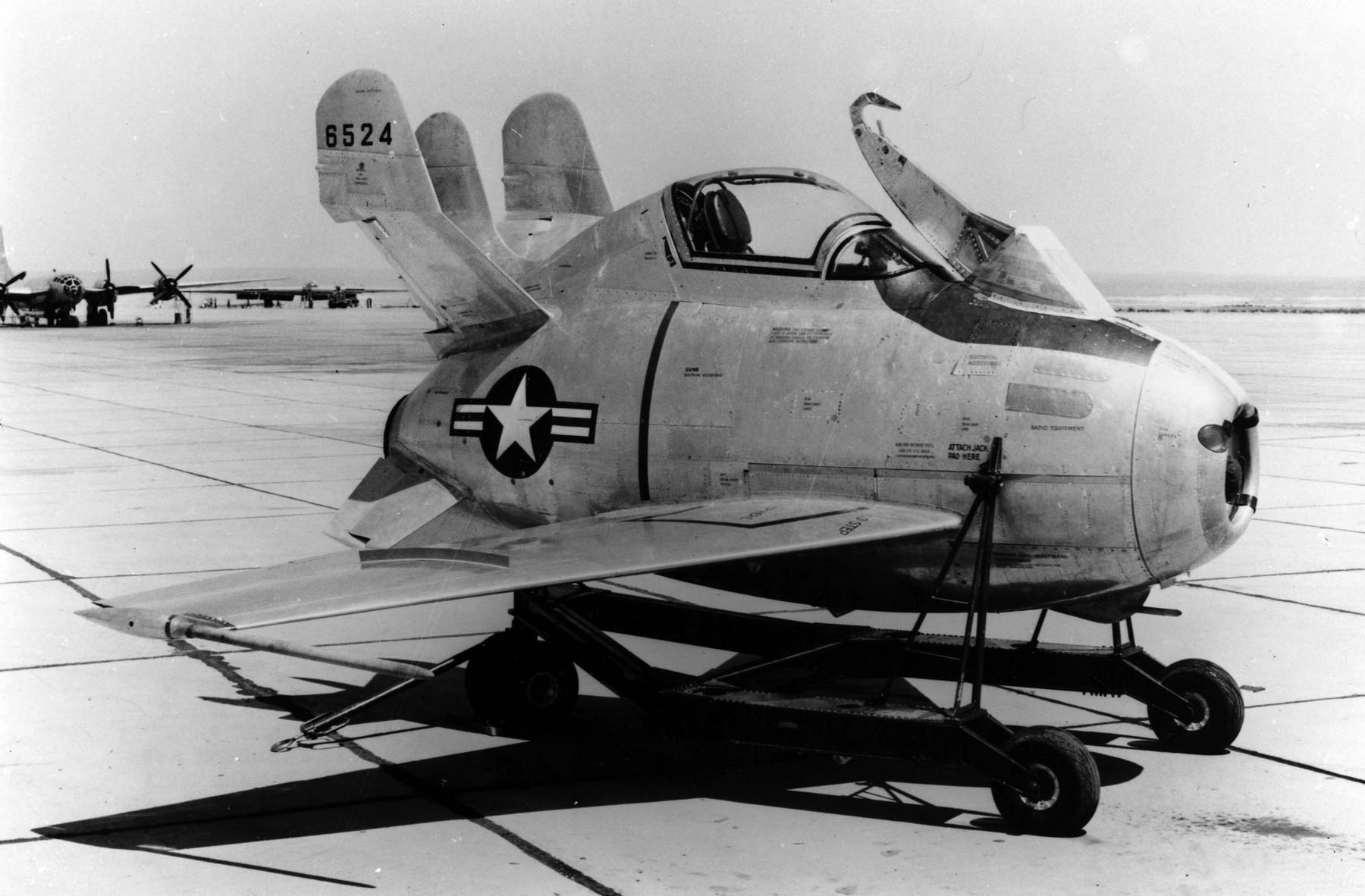
XF-85 na Base Aérea de Edwards.

O conceito inicial do Modelo 27 era o de um caça que seria transportado por um B-29, B-35 ou B-36, e que a sua fuselagem estivesse parcialmente exposta fora da aeronave mãe. A USAAF rejeitou desde logo este conceito citando que o arrasto adicional, que a fuselagem exposta traria à aeronave mãe, diminuiria assim o seu alcance. A 19 de Março de 1945, a McDonnell submeteu um novo design criado por Herman D. Barkey, o Modelo 27D. Esta aeronave, menor, com uma fuselagem oval, estabilizadores verticais em formato de forquilha, estabilizadores horizontais com um ângulo diedro significativo e asas dobráveis com um ângulo de 37º para trás, poderia ser instalada no compartimento de bombas de um bombardeiro.
Com um comprimento de 4,52 metros e uma largura (com asas estendidas) de 6,4 metros, este pequeno caça tinha apenas autonomia energética para 30 minutos de combate. Um gancho foi instalado na parte superior da fuselagem, no ponto de centro de gravidade da aeronave, e quanto em voo, esse gancho seria recolhido para diminuir o arrasto do caça. Com um peso vazio de apenas 1,8 toneladas, o Goblin já poupava no peso por simplesmente não ter trem de aterragem.  Durante o programa de testes, um esqui de aço serviu como trem de aterragem, que seria usado em caso de aterragem de emergência no solo. Apesar de um cockpit apertado, o piloto podia servir-se de um assento ejector, garrafa de oxigénio e paraquedas. Quatro metralhadoras de 12,7 mm no nariz da aeronave compunham o armamento.
Em serviço, o caça parasita seria lançado e recolhido através de um trapézio. Com o trapézio totalmente estendido, o motor começaria a trabalhar, e para a aeronave se descolar da aeronave mãe, o piloto teria que elevar o nariz da aeronave para soltar o gancho. Para a aeronave ser recolhida de volta, o caça parasita teria que se aproximar por baixo da fuselagem da aeronave mãe, manter uma velocidade e direcção idênticas e engatar o gancho ao trapézio, ao que este içaria o caça para dentro do compartimento de bombas. A produção do XF-85 Goblin faria com que houvesse a necessidade de uma frota mista de B-36, sendo 90% das unidades para transportar bombas e 10% caças parasitas. Houve planos para que, a partir do vigésimo quarto B-36 produzido, as unidades seguintes fossem construídas com a capacidade de transportar este caça, com um máximo de quatro caças por B-36. 
A 9 de Outubro de 1945, a USAAF escreveu uma carta cuja intenção era a de iniciar a construção de dois protótipos de números 46-523 e 46-524, embora o contrato não fosse finalizado até Fevereiro de 1947. Depois do sucesso de alguns testes em modelos em madeira em 1946 e 1947 por uma equipa de engenheiros da USAAF, a McDonnell construiu duas aeronaves protótipo em 1947. O Modelo 27D foi re-designado como XP-85 mas, em Junho de 1948, foi alterado para XF-85 e baptizado com o nome "Goblin". Havia planos para a aquisição de 30 aeronaves, porém, a USAAF tomou uma abordagem segura, estipulando que se os dois protótipos alcançassem resultados positivos, que poderiam ser encomendados 100 Goblins.

## História operacional

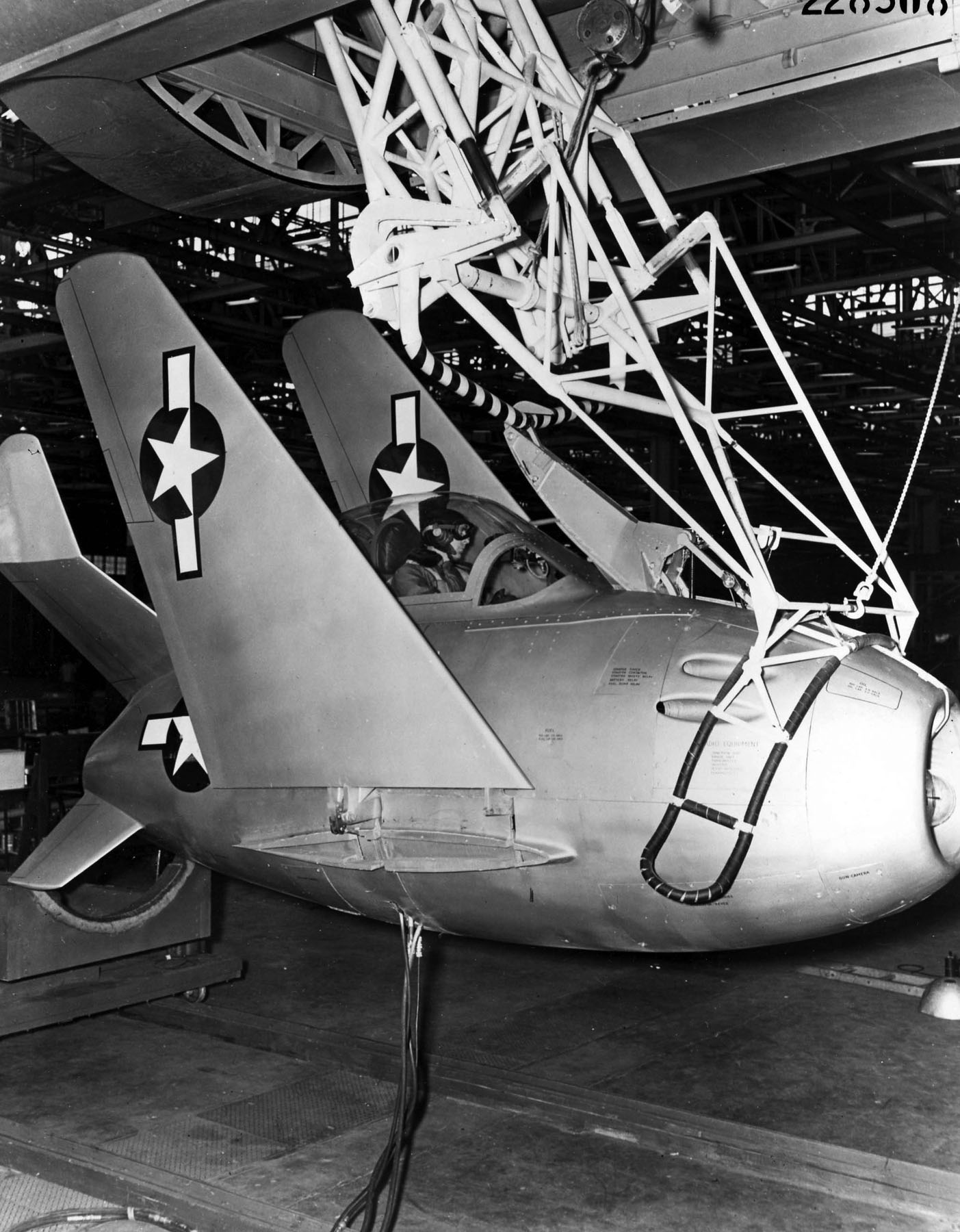
XF-85 Goblin acoplado num trapézio com as asas dobradas.

Durante testes no túnel de vento no Aeroporto Federal de Moffett, na Califórnia, o primeiro protótipo sofreu um acidente após ter sido deixado cair de uma grua a uma altura de 12 metros, causando danos substanciais na entrada de ar, na parte frontal e ventral da fuselagem. O segundo protótipo teve que substituir o primeiro no decorrer dos testes no túnel de vento e nos primeiros testes de voo.
Visto que ainda não se havia produzido nenhum B-36, todos os testes de voo do XF-85 foram efectuados usando o EB-29B Superfortress, um Boeing B-29 Superfortress modificado para este propósito. Dado que o EB-29B, denominado "Monstro", era mais pequeno que o B-36, o XF-85 seria submetido a testes parcialmente exposto. Para transportar o caça parasita, um poço de carga especial foi cavado na pista na base sul da Base Aérea de Edwards, local da origem de todos os testes de voo. A 23 de Julho de 1948, o XF-85 efectuou o primeiro de cinco testes de voo para testar se o EB-29B seria capaz de voar com o seu caça-parasita acoplado. Carregado na posição retraída (com as asas dobradas), foi algumas vezes testado com as asas estendidas, porém com o motor desligado, para que o piloto pudesse adquirir as primeiras experiências com a aeronave em voo.
O piloto de testes da McDonnell, Edwin Schoch, foi o responsável por pilotar a aeronave durante o projecto, ganhando experiência com a aeronave ainda com as asas retraídas e, posteriormente, com as asas estendidas, efectuando o primeiro voo livre a 23 de Agosto de 1948. Depois de Schoch ter sido desconectado da aeronave mãe, a uma altura de 6 000 metros, ele voou durante 10 minutos a uma velocidade entre 290 e 400 km/h, testando os controlos e a maneabilidade. Quando tentou acoplar-se de volta à aeronave mãe, tornou-se evidente que o Globin era muito sensível à turbulência do bombardeiro, assim como às condições do efeito solo provocado pela proximidade das duas aeronaves. Ajustes constantes e gentis, aliados a uma boa perícia no manuseamento dos controlos, eram necessários para superar as condições externas que dificultavam o acoplamento da aeronave. Depois de três tentativas de se acoplar, Schoch calculou mal a sua aproximação e, numa tentativa de se acoplar, bateu com tamanha violência contra o trapézio que a capota do cockpit ficou danificada e foi arrancada pelo vento, assim como o seu capacete e a sua máscara. Schoch salvou o protótipo efectuando uma aterragem de emergência. Todos os voos de testes ficaram suspensos durante sete semanas, enquanto o XF-85 era reparado e modificado. Shoch usou este tempo para treinar as manobras com um Lockheed P-80 Shooting Star.
Depois de reforçar a fuselagem, ajustar a aerodinâmica, e proceder a outras modificações, dois testes de voo acoplado foram realizados até Schoch poder voltar a efectuar um voo livre, em 14 de Outubro de 1948. Durante o quinto voo livre em 22 de Outubro de 1948, Schoch voltou a encontrar dificuldades em acoplar a aeronave de volta ao trapézio, abortando quatro tentativas até partir o gancho contra o trapézio. Mais uma vez, uma aterragem de emergência foi necessária.

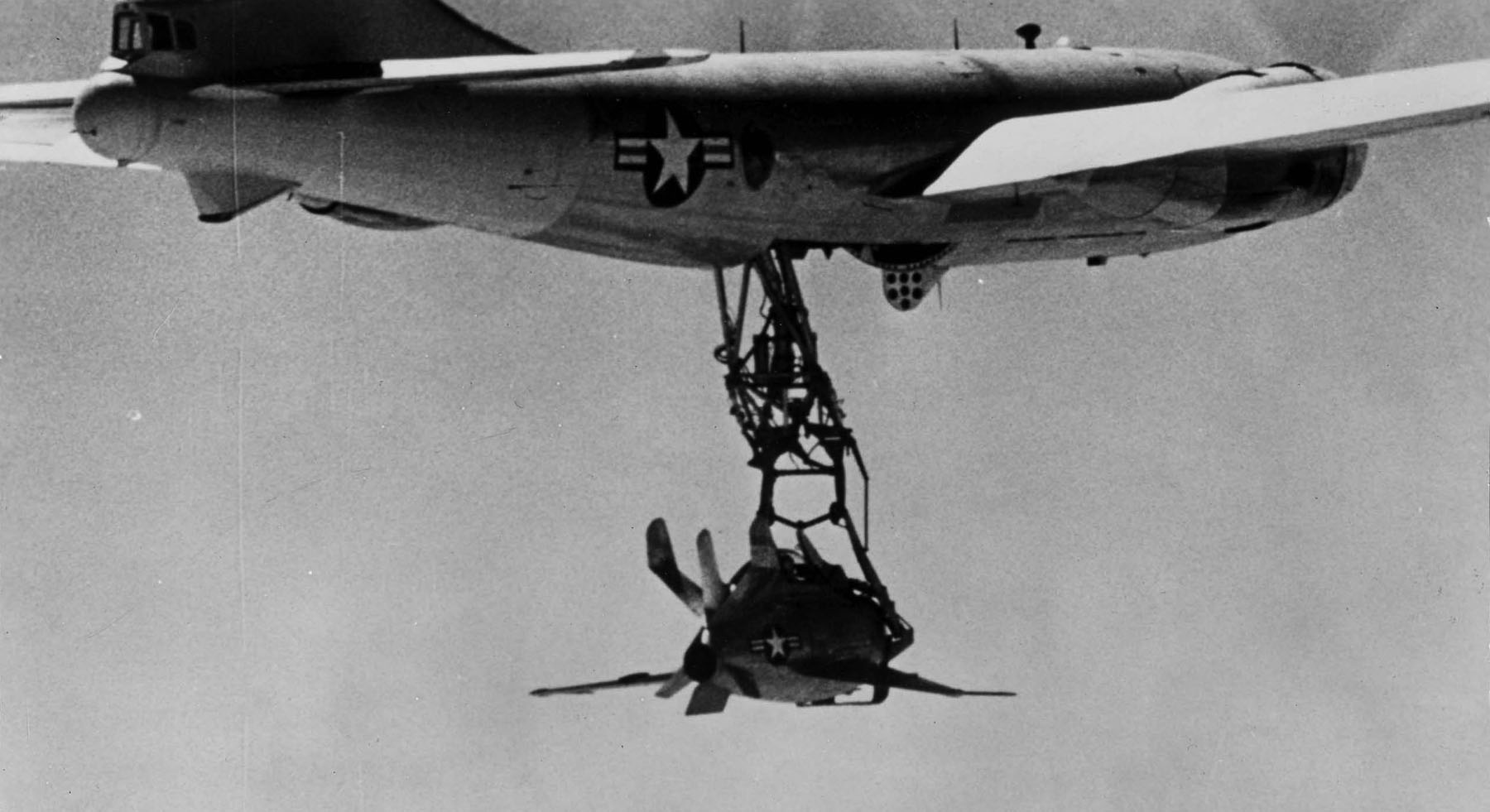
Um B-29 e um XF-85 durante um teste de voo.

Com as reparações efectuadas no primeiro protótipo, este também entrou para os testes de voo, efectuando voos acoplado. No exercício de voo livre, o Goblin mostrava-se estável e fácil de voar, com uma velocidade máxima optimista de 1 043 km/h. Os primeiros testes de voo revelaram a existência de uma turbulência significativa aquando da aproximação do parasita à aeronave mãe, levando a uma modificação no design onde foram adicionadas aletas na fuselagem, assim como nas pontas das asas, ajudando a aeronave a estabilizar quando sujeita ao efeito solo no exercício de acoplar. Todos os voos iniciais tinham o gancho numa posição fixa por fora da fuselagem, mas quando o gancho estava recolhido e depois era elevado para acoplar a aeronave ao trapézio, criava-se um arrasto e a dificuldade de acoplar a aeronave aumentava. Para resolver este problema, uma pequena carenagem aerodinâmica foi adicionada ao gancho. Quando os testes chegaram à sua fase terminal, no voo de 18 de Março de 1949, Schoch continuava a ter dificuldades em acoplar o caça parasita, sofrendo mais um acidente, no qual danificou o trapézio, sendo forçado novamente a aterrar de emergência. Depois de reparações no trapézio, Schoch voou o primeiro protótipo a 8 de Abril de 1949, efectuando um voo livre de 30 minutos e, após três tentativas para acoplar, estando já a ficar sem combustível, desistiu de tentar e voltou para a base aérea para aterrar de emergência.
Conscientes dos problemas encontrados durante os testes de voo, a McDonnell reviu o programa e propôs um novo desenvolvimento baseado numa aeronave com um design mais convencional, capaz de voar a uma velocidade de 0,9 Mach, com asas em delta a 35º. Em relação ao trapézio, também foi proposto um trapézio mais extenso, que permitiria ao caça parasita acoplar fora da zona de turbulência provocada pela aeronave mãe. Antes que qualquer trabalho, teste ou modificação se iniciasse, a Força Aérea dos Estados Unidos cancelou o programa do XF-85 a 24 de Outubro de 1949.
De vários problemas que levaram ao cancelamento do programa, há dois que se destacam. O XF-85, embora alcançasse resultados positivos, tinha uma performance inferior à dos caças da época que teria que combater, e o exercício de acoplar o caça mostrava-se demasiado complicado para um piloto normal, além de ser um problema que não chegou a ser resolvido. Além destes dois problemas, o desenvolvimento do reabastecimento aéreo para caças convencionais na escolta a bombardeiros foi um factor para o cancelamento. Os dois XF-85 voaram no total sete vezes, com um total de duas horas e 19 minutos de voo, com apenas três dos voos onde o caça parasita conseguiu acoplar com sucesso à aeronave mãe. Schoch foi o único piloto a pilotar esta aeronave.

## Outros desenvolvimentos

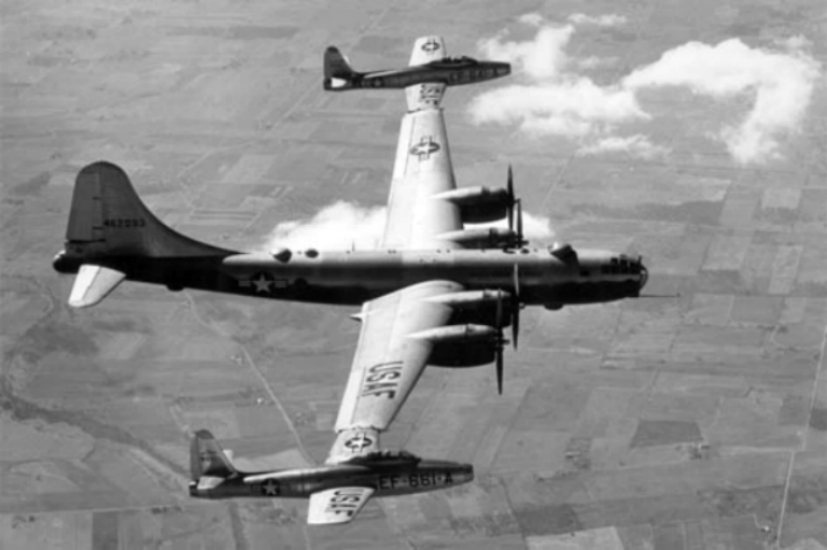
Um teste do Projecto FICON, envolvendo um B-29 com dois F-84 acoplados na ponta das asas.

Apesar do cancelamento do programa do XF-85, a USAF continuou a examinar o conceito dos caças parasitas como um meio defensivo, através de uma série de programas como o Projecto FICON, que se baseava na viabilidade de caças estarem ligados a um bombardeiro através da ponta das asas. Este projecto envolvia a possibilidade de um Convair GRB-36D e dois Republic RF-84K Thunderflash, numa combinação de missões de bombardeiro-caça-reconhecimento, apesar de a missão ter sido alterada para reconhecimento estratégico. O Projecto FICON foi buscar muitos dados adquiridos nos testes com o XF-85, e seguiu de perto as recomendações da McDonnell no design de um trapézio mais funcional. Um total de 10 B-36 e 25 caças de reconhecimento cumpriram serviço operacional no Strategic Air Command entre 1955 e 1956, sendo postos de parte com o desenvolvimento de aeronaves de reconhecimento mais eficazes e o aparecimento de satélites de espionagem e reconhecimento.

## Exemplares em exposição

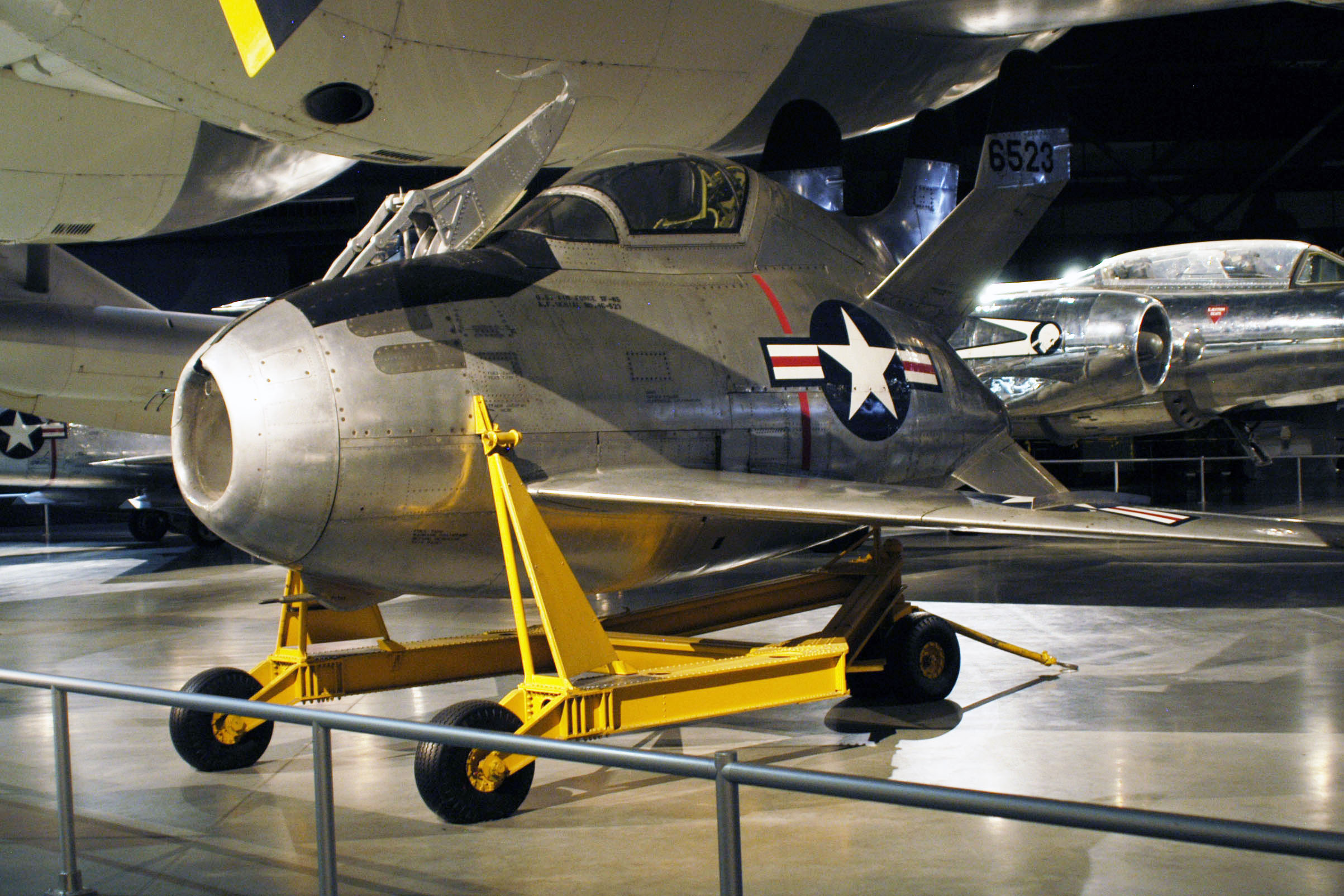
Um Goblin em exposição no Museu Nacional da USAF.

Após o cancelamento do programa os dois XF-85 foram guardados em hangares, tendo sido posteriormente expostos em museus em 1950.
- 46-0523 - Museu Nacional da Força Aérea dos Estados Unidos na Wright-Patterson Air Force Base, perto de Dayton, Ohio. Depois do cancelamento do programa, esta aeronave foi transferida para o museu no dia 23 de Agosto de 1950, sendo uma das primeiras aeronaves experimentais a serem expostas no novo museu da força aérea. Durante várias décadas, a aeronave esteve em exposição ao lado de um Convair B-36. Em 2000, foi transferida para o Hangar de Aeronaves Experimentais do museu. Membros do museu e visitantes manifestaram-se contra esta transferência, defendendo que a aeronave deveria estar exposta ao lado do B-36 para melhor representar a intenção do seu design e do seu propósito.
- 46-0524 - Strategic Air Command & Aerospace Museum em Ashland, Nebraska. Ainda danificado depois da sua última aterragem de emergência, foi transferido em 1950 para a Base Aérea de Norton, na Califórnia. Quando o museu desta base aérea foi encerrado e o seu espólio distribuído por vários museus, este segundo protótipo foi para a colecção privada do piloto de acrobacias Frank Tallman. Adquirido pela Base Aérea de Offutt, encontra-se agora restaurado e em exposição por baixo de uma asa de um B-36J.